# Los reyes del nuevo milenio
Los reyes del nuevo milenio es el primer álbum de estudio del dúo puertorriqueño Wisin & Yandel. Fue publicado en marzo de 2000 bajo los sellos Disco Hit Productions y Fresh Production.
Cuenta con el sencillo «Gerla», el cual tuvo un video musical que ayudó en la recepción comercial del disco, el cual alcanzó la posición #35 del Top Latin Albums de Billboard. También contó con las colaboraciones del dúo Baby Rasta & Gringo y el rapero Tempo, con muchas canciones en el álbum teniendo una índole social y más arraigo en el hip hop latino.

## Lista de canciones
| N.º   | Título                                                       | Productor(es)    | Duración |  |
| 1.    | «No fue golpe de suerte»                                     | Rafy DJ Meléndez | 2:58     |  |
| 2.    | «Gerla»                                                      | Rafy DJ Meléndez | 3:08     |  |
| 3.    | «Todas quieren ser las más bellas» (con Baby Rasta & Gringo) | DJ Nelson        | 3:22     |  |
| 4.    | «Pena»                                                       | Rafy DJ Meléndez | 3:41     |  |
| 5.    | «Me quieren detener»                                         | DJ Adam          | 2:48     |  |
| 6.    | «Ya llegó la hora» (con Tempo)                               | DJ Black         | 3:27     |  |
| 7.    | «Los noto fraudulentos»                                      | Rafy DJ Meléndez | 3:01     |  |
| 8.    | «Vivir en esta tierra»                                       | DJ Eric          | 2:38     |  |
| 9.    | «Dile»                                                       | DJ Eric          | 3:35     |  |
| 10.   | «Gerla (Remix)»                                              | Rafy DJ Meléndez | 5:26     |  |
| 34:04 |                                                              |                  |          |  |

## Posicionamiento en listas
| Listas (2000)                     | Mejor posición |
| --------------------------------- | -------------- |
| Estados Unidos (Top Latin Albums) | 35             |